# العلاقات البوتانية الهايتية
العلاقات البوتانية الهايتية هي العلاقات الثنائية التي تجمع بين بوتان وهايتي.

## مقارنة بين البلدين
هذه مقارنة عامة ومرجعية للدولتين:
| وجه المقارنة                                              | بوتان          | هايتي                                |
| --------------------------------------------------------- | -------------- | ------------------------------------ |
| المساحة (كم2)                                             | 38.39 ألف      | 27.75 ألف                            |
| عدد السكان (نسمة)                                         | 807.61 ألف     | 10.98 مليون                          |
| الكثافة السكانية (ن./كم²)                                 | 21.04          | 395.68                               |
| العاصمة                                                   | تيمفو          | بورت أو برانس                        |
| اللغة الرسمية                                             | لغة دزونكا     | لغة فرنسية، اللغة الكريولية الهايتية |
| العملة                                                    | نغولترم بوتاني | جوردة هايتية                         |
| الناتج المحلي الإجمالي (بليون دولار)                      | 2.51 مليار     | 8.41 مليار                           |
| الناتج المحلي الإجمالي (تعادل القوة الشرائية) بليون دولار | 6.49 مليار     | 18.82 مليار                          |
| الناتج المحلي الإجمالي الاسمي للفرد دولار أمريكي          | 2.66 ألف       | 818                                  |
| الناتج المحلي الإجمالي للفرد دولار أمريكي                 | 7.82 ألف       | 1.73 ألف                             |
| مؤشر التنمية البشرية                                      | 0.605          | 0.483                                |
| رمز المكالمات الدولي                                      | +975           | +509                                 |
| رمز الإنترنت                                              | .bt            | .ht                                  |
| المنطقة الزمنية                                           | ت ع م+06:00    | 00                                   |

## منظمات دولية مشتركة
يشترك البلدان في عضوية مجموعة من المنظمات الدولية، منها:
| علم المنظمة | اسم المنظمة                        | تاريخ انضمام بوتان | تاريخ انضمام هايتي |
| ----------- | ---------------------------------- | ------------------ | ------------------ |
|             | منظمة الشرطة الجنائية الدولية      | ?                  | ?                  |
|             | البنك الدولي للإنشاء والتعمير      | 28 سبتمبر 1981     | 8 سبتمبر 1953      |
|             | منظمة حظر الأسلحة الكيميائية       | ?                  | ?                  |
|             | الأمم المتحدة                      | 21 سبتمبر 1971     | 24 أكتوبر 1945     |
|             | مؤسسة التنمية الدولية              | 28 سبتمبر 1981     | 13 يونيو 1961      |
|             | يونسكو                             | 13 أبريل 1982      | 18 نوفمبر 1946     |
|             | الاتحاد البريدي العالمي            | ?                  | ?                  |
|             | مؤسسة التمويل الدولية              | 1 ديسمبر 2003      | 20 يوليو 1956      |
|             | الاتحاد الدولي للاتصالات           | 15 سبتمبر 1988     | 10 أكتوبر 1927     |
|             | وكالة ضمان الاستثمار متعدد الأطراف | 21 أكتوبر 2014     | 11 ديسمبر 1996     |

## وصلات خارجية
- موقع وزارة الخارجية البوتانية
- موقع وزارة الخارجية الهايتية